# مریود
مریود (به عربی: مریوید) یک روستا در سوریه است که در استان حماه واقع شده‌است.

## خصوصیات
مریود  ۷۵۰ نفر جمعیت دارد.